# Karin Krieger
Karin Krieger (* 17. Oktober 1958 in Berlin) ist eine deutsche literarische Übersetzerin.

## Leben
Karin Krieger absolvierte ein Studium der Romanistik in Berlin, das sie 1981 mit dem Diplom im Fach Italienische Literatur abschloss. Anschließend war sie als Übersetzerin für eine Presseagentur tätig. 1988 begann sie mit dem Übersetzen literarischer Texte. Sie lebt in Berlin.
Karin Krieger übersetzt vorwiegend erzählende und essayistische Texte aus dem Italienischen und Französischen. In den Jahren 1999 bis 2004 führte sie zur Wahrung ihres Urheberpersönlichkeitsrechts einen Musterprozess gegen den Piper Verlag, nachdem dieser Kriegers Übersetzungen der Werke von Alessandro Baricco wegen Honorarstreitigkeiten aus dem Handel genommen und teilweise durch Neuübersetzungen ersetzt hatte; sie gewann diesen Prozess 2004 in letzter Instanz vor dem Bundesgerichtshof.
Sie ist Mitglied im Verband deutschsprachiger Übersetzer literarischer und wissenschaftlicher Werke, VdÜ.
2018 wurde sie in die Jury des Deutschen Übersetzerfonds berufen, der sie bis 2021 angehörte.

## Auszeichnungen
- Karin Krieger erhielt wiederholt Stipendien des Deutschen Übersetzerfonds, außerdem 2011 den Hieronymusring für besondere Leistungen in der literarischen Übersetzung des Verbands deutschsprachiger Übersetzer literarischer und wissenschaftlicher Werke, VdÜ. Sie gab diesen Wanderpreis 2013 weiter an Frank Heibert.[2] 2024 erhielt sie in der italienischen Botschaft Berlin den Mazzucchetti-Gschwend-Übersetzungspreis – vormals Deutsch-Italienischer Übersetzerpreis – für ihr Lebenswerk.[3]

## Übersetzungen
- Roberto Alajmo: Palermo sehen und sterben, Hanser, München 2007, ISBN              978-3-446-20848-3
- Nathacha Appanah: Der letzte Bruder, Knaus, München 2009, ISBN 978-3-8135-0321-0
- Yolande Baillet: Impressionismus, Eichborn, Frankfurt 1994, ISBN 3-8218-3607-5
- Anna Banti: Ich schreibe Ihnen aus einem fernen Land, List, München 1997, ISBN 3-471-77189-1
- Alessandro Baricco: Hegels Seele oder Die Kühe von Wisconsin, Piper, München 2001, ISBN 978-3-492-04372-4
- Alessandro Baricco: Land aus Glas, Piper, München 1998, ISBN 3-492-03876-X und ISBN 978-3-492-03876-8,  Hanser, München 2009, ISBN 978-3-446-23426-0
- Alessandro Baricco: Novecento, Piper, München 1999, ISBN 978-3-492-04104-1, dtv, München 2006, ISBN 978-3-423-13457-6, Hoffmann und Campe, Hamburg 2015, ISBN 978-3-455-65084-6  und 2018, ISBN 978-3-455-00095-5
- Alessandro Baricco: Oceano mare, Piper, München 2001, ISBN 3-492-04373-9
- Alessandro Baricco: Seide, Piper, München 1997, ISBN 3-492-03944-8,  ISBN 978-3-492-03944-4, Hanser, München 2011, ISBN 978-3-446-23064-4
- Boulevards:die Bühnen der Welt, Aufsatzsammlung Siedler, Berlin 1997 (zusammen mit Heinrich von Berenberg), ISBN 978-3-88680-554-9
- Aldo Buzzi: Tschechow in Sondrio, Hanser, München 1995, ISBN 3-446-18083-4
- Pino Cacucci: Tina, Diogenes, Zürich 1993, ISBN 978-3-257-01968-1
- Gianfranco Calligarich: Der letzte Sommer in der Stadt, Zsolnay Wien 2022, ISBN 978-3-552-07275-6
- Andrea Camilleri: Die Revolution des Mondes, Nagel & Kimche, Zürich 2014, ISBN 978-3-312-00602-1
- Andrea Camilleri: Die Verlockung, Nagel & Kimche, Zürich 2016, ISBN 978-3-312-00996-1
- Alba De Céspedes: Aus ihrer Sicht, Insel, Berlin 2023, ISBN 978-3-458-64366-1
- Roberto Cotroneo: Diese Liebe, Insel, Frankfurt 2008. ISBN 978-3-518-46129-7
- Roberto Cotroneo: Frag mich, wer die Beatles sind, Insel, Frankfurt 2006. ISBN 3-458-17304-8
- Roberto Cotroneo: Die Jahre aus Blei, Insel, Berlin 2010. ISBN 978-3-458-17479-0
- Roberto Cotroneo: Tempestad, Insel, Frankfurt 2003. ISBN 978-3458171478
- Roberto Cotroneo: Das vollkommene Alter, Insel, Frankfurt 2000. ISBN 978-3458170068
- Giuseppe Farese: Arthur Schnitzler, C.H. Beck, München 1999, ISBN 3-406-45292-2
- Maxence Fermine: Honig, Claassen, München 2001. ISBN 978-3546002455
- Elena Ferrante: Meine geniale Freundin, Suhrkamp, Berlin 2016, ISBN 978-3-518-42553-4
- Elena Ferrante: Die Geschichte eines neuen Namens, Suhrkamp, Berlin 2017, ISBN 978-3-518-42574-9
- Elena Ferrante: Die Geschichte der getrennten Wege, Suhrkamp, Berlin 2017, ISBN 978-3-518-42575-6
- Elena Ferrante: Die Geschichte des verlorenen Kindes, Suhrkamp, Berlin 2018, ISBN 978-3-518-42576-3
- Elena Ferrante: Lästige Liebe, Suhrkamp, Berlin 2018, ISBN 978-3-518-42828-3
- Elena Ferrante: Der Strand bei Nacht, Insel Verlag, Berlin 2018, ISBN 978-3-458-19458-3
- Elena Ferrante: Das lügenhafte Leben der Erwachsenen, Suhrkamp, Berlin 2020, ISBN 978-3-518-42952-5
- Elena Ferrante: Zufällige Erfindungen, Suhrkamp Berlin 2021, ISBN 978-3-518-42915-0
- Giorgio Fontana: Im Namen der Gerechtigkeit, Nagel & Kimche, Zürich 2013, ISBN 978-3-312-00573-4
- Giorgio Fontana: Tod eines glücklichen Menschen, Nagel & Kimche, Zürich 2015, ISBN 978-3-312-00664-9
- Ernesto Franco: Fünf Knöpfe aus Seide, DVA, Stuttgart 2001, ISBN 3-421-05393-6
- Fabio Genovesi: Die Botschaft der Riesenkalmare, S.Fischer Frankfurt am Main 2022, ISBN 978-3-10-397494-2
- Agop J. Hacikyan: Jenseits der Morgenröte, Heyne, München 1995, ISBN 3-453-09083-7
- Giulio Leoni: Dante und das Mosaik des Todes. Zsolnay, Wien 2006, ISBN 3-552-05390-5.
- Giulio Leoni: Das Grabmal der Päpstin, Zsolnay, Wien 2010, ISBN 978-3-552-05494-3
- Jacqueline Loumaye: Edgar Degas, Eichborn, Frankfurt/M. 1993, ISBN 3-8218-3604-0
- Claudio Magris: Ein anderes Meer, Hanser, München 1992, ISBN 3-446-16591-6
- Claudio Magris: Ein Nilpferd in Lund, Hanser, München 2009, ISBN 978-3-446-23086-6
- Claudio Magris: Utopie und Entzauberung (zusammen mit Ragni Maria Gschwend u. a.), Hanser, München 2002, ISBN 3-446-20216-1
- Françoise Mallet-Joris: Das Geheimnis der Schreiberin (zusammen mit Josef Winiger), List, München 1998, ISBN 3-471-79363-1
- Armando Massarenti: Zwergenweitwurf und andere philosophische Übungen, Insel, Frankfurt 2009, ISBN 978-3-458-17453-0
- Margaret Mazzantini: Das Meer am Morgen, Dumont, Köln 2012, ISBN 978-3-8321-9684-4
- Margaret Mazzantini: Das schönste Wort der Welt, Dumont, Köln 2011, ISBN 978-3-8321-9536-6
- Margaret Mazzantini: Niemand rettet sich allein, Dumont, Köln 2013, ISBN 978-3-8321-9683-7
- Margaret Mazzantini: Herrlichkeit, Dumont, Köln, 2015, ISBN 978-3-8321-9786-5
- Giovanni Montanaro: Alle Farben der Welt, Deutsche Verlags-Anstalt, München 2013, ISBN 978-3-421-04587-4
- Furio Monicelli: Der vollkommene Jesuit, Hanser, München 2000, ISBN 3-446-19915-2
- Chantal Pelletier: Tage mit Romy, Kiepenheuer & Witsch, Köln 2004, ISBN 3-462-03363-8
- Pia Pera: Die Früchte der Gelassenheit, Sanssouci, München 2004. ISBN 978-3725413355
- Yves Pinguilly: Leonardo da Vinci, Eichborn, Frankfurt 1993, ISBN 3-8218-3601-6
- Giuseppe Pontiggia: Zwei Leben. Hanser, München 2002, ISBN 3-446-20135-1
- Ugo Riccarelli: Der vollkommene Schmerz, Zsolnay, Wien 2006, ISBN 978-3-552-05387-8, dtv München 2008, ISBN 978-3-423-13681-5
- Ugo Riccarelli: Der Zauberer. Zsolnay, Wien 2009, ISBN 978-3-552-05477-6, dtv München 2011, ISBN 978-3-423-14014-0
- Mylène Sauloy, Yves Le Boniec: „Tropenschnee“ Ein Wirtschaftsreport. Rowohlt Reinbek 1994 (Ü. zusammen mit Renate Heimbucher und Karl A. Klewer) Medellín-Kartell ISBN 3-498-06291-3
- Vercors: Das Schweigen des Meeres. Diogenes, Zürich 1999, ISBN 3-257-06225-7
- Philippe Vigand: Verdammte Stille. Diana, München 1999, ISBN 3-8284-5017-2
- Hélène Visconti: Fremd. Knaus, München 2010, ISBN 978-3-8135-0361-6
- Ornela Vorpsi: Die Hand, die man nicht beißt. Zsolnay, Wien 2010, ISBN 978-3-552-05498-1
- Alessandro Aino: Bis dass die Erinnerung euch scheidet. Bernstein, Siegburg 2024, ISBN 978-3-945426-75-3
- Gianfranco Calligarich: Wie ein wilder Gott. Zsolnay, Wien 2024, ISBN 978-3-552-07510-8
- Ada d'Adamo: Brief an mein Kind. Eisele, München 2024, ISBN 978-3-96161-199-7